# Discovery Travel & Living
Discovery Channel Travel & Living var en TV-kanal som dygnet runt visade program om resor och levnadssätt i olika delar av världen. I USA äger Discovery Communications kanalen Travel Channel, men eftersom det varumärket redan var upptaget på den europeiska marknaden går kanalen här under namnet Travel & Living. Kanalen sände till och med den 1 december 2010 i en svensk version som distribuerades i svenska nät med svenska undertexter och helt fri från reklam. Den 2 december 2010 lanserades istället TLC i Sverige.

## Ägare
Discovery Communications Inc. är världens ledande media- och underhållningsföretag inom dokumentärområdet. Discovery har utökat från sin första kanal, Discovery Channel som lanserades i USA 1985, till en nuvarande omfattning med verksamhet i över 170 länder och 1,4 miljarder tittare. Discovery Networks International omfattar 17 varumärken som når sammanlagt 670 miljoner tittare. I EMEA når 12 varumärken 173 miljoner tittare i 104 länder med program tillgängliga på 22 språk. Discovery Communications ägandeskap fördelas mellan fyra ägare: Discovery Holding Company (NASDAQ: DISCA, DISCB), Cox Communications, Inc., Advance/Newhouse Communications och John S. Hendricks, företagets grundare och styrelseordförande. 

## Distribution
Discovery Communication har flera olika nischade kanaler som sänder digitalt. I Sverige är följande kanaler tillgängliga: Animal Planet, Discovery World, Discovery Travel & Living, Discovery Science och Discovery HD Showcase. Discoverys kanaler finns på flera plattformar, däribland Com Hem, Canal Digital, Boxer och Tele2Vision. Alla nischkanalerna finns inte hos alla leverantörer. Störst spridning har, förutom huvudkanalen, Animal Planet som finns i det digitala marknätet via Boxer. Under april 2010 lanseras Det senaste kanaltilskottet Investigation Discovery på den svenska och nordiska marknaden. Hos vilka operatörer den kommer att finnas är äönnu oklart.

1. ↑  Businesses & Brands (på engelska), Discovery Communications, läs online.[källa från Wikidata]